# Lethrinus atlanticus
Lethrinus atlanticus là một loài cá biển thuộc chi Lethrinus trong họ Cá hè. Loài này được mô tả lần đầu tiên vào năm 1830.

## Từ nguyên
Từ định danh được đặt theo tên tiếng Anh của Đại Tây Dương, nơi mà mẫu định danh của loài cá này được thu thập (–icus trong tiếng Latinh: "thuộc về").

## Phân bố và môi trường sống
Đây là loài duy nhất của chi Lethrinus được tìm thấy ở Đại Tây Dương. L. atlanticus có phân bố trải dài từ Sénégal về phía nam đến Cộng hòa Congo, bao gồm quốc đảo Cabo Verde và São Tomé và Príncipe.
L. atlanticus sống gần các rạn san hô và có nền đáy cát, đá vụn hoặc thảm cỏ biển ở độ sâu đến ít nhất là 57 m.

## Mô tả
Chiều dài cơ thể lớn nhất ở L. atlanticus là 50 cm, thường bắt gặp với chiều dài khoảng 30 cm. Thân màu nâu, phớt hồng hoặc màu ô liu. Cá có phần đầu sẫm màu hơn so với phần thân còn lại. Má có các vệt sọc nhỏ tạo thành kiểu hình lưới bên dưới mắt. Mép miệng có màu hồng. Các vây có màu đỏ đậm hơn.
Số gai ở vây lưng: 10 (gai thứ 4 thường dài nhất); Số tia vây ở vây lưng: 9; Số gai ở vây hậu môn: 3; Số tia vây ở vây hậu môn: 8 (tia thứ nhất thường dài nhất); Số tia vây ở vây ngực: 13; Số vảy đường bên: 42–46.

## Sinh thái
Thức ăn của L. atlanticus chủ yếu bao gồm các loài thủy sinh không xương sống.

## Thương mại
L. atlanticus được đánh bắt vì mục đích thương mại, được bán ở dạng tươi sống, xông khói hoặc khô cá. Việc đánh bắt L. atlanticus diễn ra vào khoảng tháng 6 đến tháng 9 ở bờ biển Ghana.